# Robert Stoltenberg
Robert Stoltenberg, född 17 april 1965 i Fetsund, Norge, är en norsk skådespelare, regissör och TV-producent.
Stoltenberg är i hemlandet mest känd för TV-succén Borettslaget (tre säsonger 2002–2008), om livet och invånarna i en fiktiv bostadsrättsförening, "Tertitten Borettslag", i Oslo, där han själv skrev manus samt gestaltade flertalet karaktärer ("driftsleder Narvestad", "Miss Vesterålen 1965, Linda Johansen", den homosexuelle modeexperten "Yngve Freiholt" m.fl.).
Stoltenberg har vunnit flera utmärkelser, bl.a. norska Komiprisen 2002.

## Filmografi

### TV
- 2004 – Hundehjørnet
- 2002 – Boretsslaget